# Franziska Hölscher
Franziska Hölscher (* 1981 oder 1982 in Heidelberg) ist eine deutsche klassische Violinistin.

## Leben und Werk
Franziska Hölscher begann im Alter von fünf Jahren das Violinspiel zu erlernen. Ihre professionelle Musikerausbildung erhielt sie bei Ulf Hoelscher (nicht verwandt mit der Künstlerin) an der Musikhochschule Karlsruhe und bei Thomas Brandis an der Musikhochschule Lübeck. 2013 schloss sie ihr Studium bei Nora Chastain an der Universität der Künste Berlin ab.
1999 gewann sie im Alter von 17 Jahren den ersten Preis beim Internationalen Rundfunkwettbewerb in Prag. Zwei Jahre später debütierte sie erfolgreich an der Seite von Martha Argerich als Kammermusikerin. „Mit dem Autor Roger Willemsen verband sie eine künstlerische Freundschaft. Mit ihm entwickelte sie das Bühnenprogramm „Landschaften“, in welchem sie Korrespondenzen zwischen Wort und Musik bilde[te]n.“ In solchen musikübergreifenden Projekten arbeitete sie auch mit der Schauspielerin Katja Riemann zusammen. In ihren „dramaturgisch durchdachten Konzertprogrammen“ verbindet sie Werke des Barock und des klassisch-romantischen Repertoires mit Musik der Gegenwart. Ähnliche Ansätze der Integration von Alter beziehungsweise Klassischer mit Neuer Musik realisierte sie auf ihrer CD Sequenza von 2018. Für den SWR2-Podcast #zusammenspielen spielte Franziska Hölscher im Sommer 2020 zeitgenössische Musik, konkret eine Etüde des Komponisten Jörg Widmann sowie ein Werk ihrer ehemaligen Kommilitonin, der Komponistin Birke J. Bertelsmeier ein.
Ein besonderes Anliegen der Künstlerin ist die Zusammenarbeit mit Kindern und Jugendlichen im Rahmen des von Lars Vogt initiierten Projektes Rhapsody in School. Franziska Hölscher ist künstlerische Leiterin der Kammermusikreihe „Klangbrücken“ im Konzerthaus Berlin und seit 2018 auch der Kammermusiktage Mettlach. Bei letzterem Festival entwickelte sie mit Gesprächskonzerten und offenen Proben neue Formate für junges Publikum.